# Vitale Sala
Pour les articles homonymes, voir Sala.
Vitale Sala (né le 17 avril 1803 à Cernusco sul Naviglio et décédé le 22 juillet 1835  à Milan) est un peintre italien de la première moitié du XIXe siècle.